# 80-е годы
80-е (восьмидеся́тые) го́ды по юлианскому календарю — промежуток времени с 1 января 80 года по 31 декабря 89 года, включающий 80 год 8-го десятилетия   и с 81 по 89 годы    9-го десятилетия I века 1-го тысячелетия.  Они закончились 1936 лет назад.

## Важнейшие события
- Начало 80-х — Домициан восстановил сгоревший Капитолий и построил другие памятники в Риме.
- Написаны «Евангелие от Матфея», «Евангелие от Луки», «Деяния апостолов».
- Кушаны вторгаются в Восточный Туркестан[1][2][3].
- Вторая половина 80-х — Маркоманны, квады, часть свевов и сарматы объединяются против Рима. Они наносят поражение Домициану и вторгаются в Паннонию. Империи лишь с большим трудом удаётся восстановить прежнее положение.